# Sợi thủy tinh

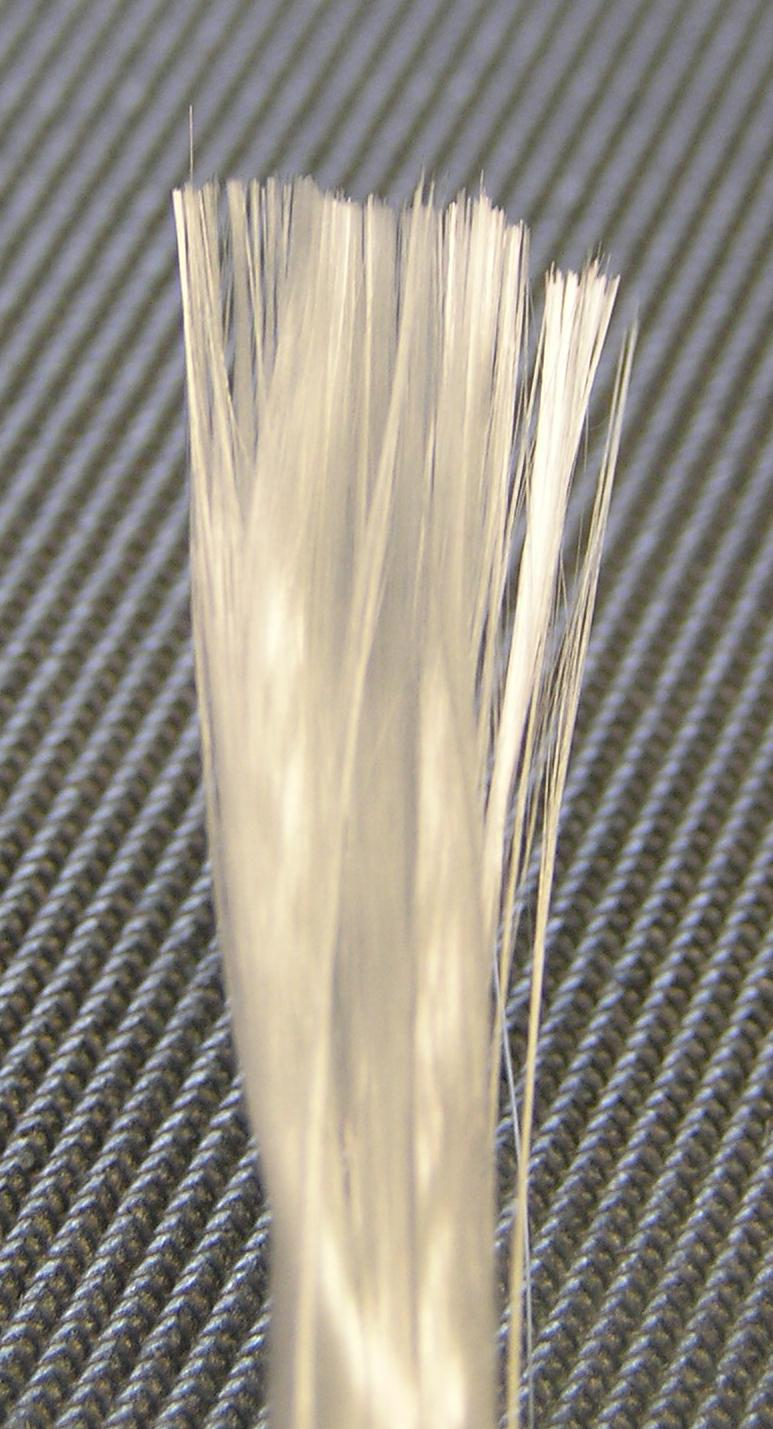
Gói sợi thủy tinh

Sợi thủy tinh là một vật liệu bao gồm nhiều sợi thủy tinh cực kỳ mịn.
Các nhà sản xuất thủy tinh trong suốt lịch sử đã thử nghiệm với sợi thủy tinh, nhưng việc sản xuất hàng loạt sợi thủy tinh chỉ được thực hiện với việc phát minh ra máy công cụ tinh xảo hơn. Năm 1893, Edward Drumond Libbey đã trình diễn một chiếc váy tại Triển lãm Thế giới Columbia kết hợp sợi thủy tinh với đường kính và kết cấu của sợi tơ. Sợi thủy tinh cũng có thể xảy ra trong tự nhiên, như tóc Pele.
Bông thủy tinh, một trong những sản phẩm gọi là "sợi thủy tinh" ngày nay, được phát minh vào năm 1932-1939 bởi Russell Games Slayter of Owens-Corning, làm vật liệu được sử dụng làm vật liệu cách nhiệt cho tòa nhà. Nó được bán trên thị trường dưới tên thương mại Fiberglas, đã trở thành một nhãn hiệu chung. Sợi thủy tinh khi được sử dụng làm vật liệu cách nhiệt, được sản xuất đặc biệt với chất liên kết để bẫy nhiều tế bào không khí nhỏ, tạo ra dòng sản phẩm "bông thủy tinh" mật độ thấp chứa đầy không khí đặc trưng.
Sợi thủy tinh có các tính chất cơ học gần như tương đương với các loại sợi khác như polyme và sợi carbon. Mặc dù không cứng như sợi carbon, nhưng nó rẻ hơn nhiều và ít giòn hơn đáng kể khi được sử dụng trong vật liệu tổng hợp. Do đó, sợi thủy tinh được sử dụng làm chất gia cố cho nhiều sản phẩm polymer; để chế tạo vật liệu composite cốt sợi (FRP) rất mạnh và tương đối nhẹ gọi là nhựa gia cường thủy tinh (GRP), còn được gọi là "sợi thủy tinh". Vật liệu này chứa ít hoặc không có không khí hoặc khí, đậm đặc hơn và là chất cách nhiệt kém hơn nhiều so với bông thủy tinh.

## Hình thành sợi
Sợi thủy tinh được hình thành khi các sợi mỏng dựa trên silica hoặc thủy tinh công thức khác được ép thành nhiều sợi với đường kính nhỏ phù hợp cho xử lý dệt. Kỹ thuật gia nhiệt và vẽ thủy tinh thành sợi mịn đã được biết đến qua hàng thiên niên kỷ; tuy nhiên, việc sử dụng các sợi này cho các ứng dụng dệt may là gần đây hơn. Cho đến thời điểm này, tất cả các sợi thủy tinh đã được sản xuất như một cuộn chỉ (nghĩa là các cụm sợi có độ dài ngắn).
Phương pháp hiện đại để sản xuất bông thủy tinh là phát minh của Games Slayter làm việc tại Owens-Illinois Glass Co. (Toledo, Ohio). Lần đầu tiên ông xin cấp bằng sáng chế cho một quy trình mới để sản xuất bông thủy tinh vào năm 1933. Sản xuất thương mại đầu tiên của sợi thủy tinh là vào năm 1936. Năm 1938, Công ty Kính Owens-Illinois và Công ty Kính Corning đã tham gia để thành lập Tập đoàn Owens-Corning Fiberglas. Khi hai công ty tham gia sản xuất và quảng bá sợi thủy tinh, họ đã giới thiệu sợi thủy tinh liên tục. Owens-Corning vẫn là nhà sản xuất sợi thủy tinh lớn trên thị trường hiện nay.
Các loại sợi thủy tinh phổ biến nhất được sử dụng trong sợi thủy tinh là thủy tinh E, đó là thủy tinh alumino-borosilicate với các oxit kiềm dưới 1% w / w, chủ yếu được sử dụng cho nhựa gia cường thủy tinh. Các loại thủy tinh khác được sử dụng là thủy tinh A (Thủy tinh lkali-vôi có ít hoặc không có oxit boron), thủy tinh E-CR (Electrical/Chemical Resistance; alumino-vôi silicat với ít hơn 1% w / w kiềm các oxit, có tính kháng axit cao), thủy tinh C (thủy tinh kiềm kiềm có hàm lượng oxit boron cao, được sử dụng cho sợi xơ thủy tinh và cách điện), thủy tinh D (thủy tinh borosilicate, được đặt tên theo hằng số điện môi D thấp), thủy tinh R (thủy tinh silicat alumino không có MgO và CaO với yêu cầu cơ học cao như r einforced) và thủy tinh S (thủy tinh silicat alumino không có CaO nhưng có hàm lượng MgO cao với độ bền kéo cao).
Silica tinh khiết (silicon dioxide), khi được làm lạnh như thạch anh nung chảy thành thủy tinh không có điểm nóng chảy thực sự, có thể được sử dụng làm sợi thủy tinh cho sợi thủy tinh, nhưng có một nhược điểm là nó phải được gia công ở nhiệt độ rất cao. Để giảm nhiệt độ làm việc cần thiết, các vật liệu khác được giới thiệu là "chất trợ gia" (nghĩa là các thành phần để hạ thấp điểm nóng chảy). Thủy tinh A thông thường ("A" cho "alkali-lime") hoặc thủy tinh lime soda, được nghiền nát và sẵn sàng để được nung lại, như cái gọi là thủy tinh cullet, là loại kính đầu tiên được sử dụng cho sợi thủy tinh. E-glass ("E" vì ứng dụng điện tử ban đầu), không có kiềm và là công thức thủy tinh đầu tiên được sử dụng để hình thành dây tóc liên tục. Nó hiện chiếm phần lớn sản lượng sợi thủy tinh trên thế giới và cũng là nhà tiêu thụ khoáng chất boron lớn nhất trên toàn cầu. Nó dễ bị tấn công ion chloride và là một lựa chọn kém cho các ứng dụng hàng hải. Sợi thủy tinh S ("S" cho "Strength- sức mạnh") được sử dụng khi độ bền kéo cao (mô đun) là quan trọng, và do đó rất quan trọng trong vật liệu tổng hợp để chế tạo và chế tạo máy bay. Chất tương tự được gọi là thủy tinh R ("R" cho "reinforcement" - gia cố) ở châu Âu. Thủy tinh C ("C" cho chemical resistance - "kháng hóa chất") và kính T ("T" là thermal insulator - "chất cách điện nhiệt" - một biến thể của thủy tinh C ở Bắc Mỹ) có khả năng chống lại sự tấn công hóa học; cả hai thường được tìm thấy trong các lớp cách nhiệt của sợi thủy tinh thổi.

## Hóa học
Cơ sở của sợi thủy tinh dệt ngược là silica, SiO2. Ở dạng nguyên chất, nó tồn tại dưới dạng polymer, (SiO2) n. Nó không có điểm nóng chảy thực sự nhưng sẽ mềm ở 1200 °C, sau đó nó bắt đầu xuống cấp. Ở nhiệt độ 1713 °C, hầu hết các phân tử có thể di chuyển tự do. Nếu thủy tinh được ép đùn và làm lạnh nhanh ở nhiệt độ này, nó sẽ không thể tạo thành một cấu trúc có trật tự. Trong polyme, nó tạo thành nhóm SiO4 được cấu hình như một tứ diện với nguyên tử silic ở trung tâm và bốn nguyên tử oxy ở các góc. Các nguyên tử này sau đó tạo thành một mạng lưới liên kết ở các góc bằng cách chia sẻ các nguyên tử oxy.
Các trạng thái thủy tinh thể và tinh thể của silica (thủy tinh và thạch anh) có mức năng lượng tương tự trên cơ sở phân tử, cũng ngụ ý rằng dạng thủy tinh cực kỳ ổn định. Để tạo ra sự kết tinh, nó phải được nung ở nhiệt độ trên 1200 °C trong thời gian dài.
Mặc dù silica tinh khiết là một loại thủy tinh và sợi thủy tinh hoàn toàn khả thi, nó phải được xử lý ở nhiệt độ rất cao, đó là một nhược điểm trừ khi cần có các tính chất hóa học cụ thể của nó. Người ta thường đưa tạp chất vào thủy tinh dưới dạng vật liệu khác để giảm nhiệt độ làm việc. Những vật liệu này cũng truyền đạt các tính chất khác cho thủy tinh có thể có lợi trong các ứng dụng khác nhau. Loại thủy tinh đầu tiên được sử dụng cho sợi là thủy tinh vôi soda hoặc thủy tinh A ("A" cho chất kiềm có trong nó). Nó không phải là rất kháng với kiềm. Một loại mới hơn, không chứa kiềm (<2%), thủy tinh E, là một loại thủy tinh alumino-borosilicate. Kính C được phát triển để chống lại sự tấn công từ các hóa chất, chủ yếu là các axit phá hủy thủy tinh E. T-glass là một biến thể của thủy tinh C của Bắc Mỹ. Thủy tinh AR là kính chịu kiềm. Hầu hết các sợi thủy tinh có độ hòa tan hạn chế trong nước nhưng rất phụ thuộc vào pH. Các ion chloride cũng sẽ tấn công và hòa tan các bề mặt thủy tinh E.
Thủy tinh điện tử không thực sự tan chảy, nhưng thay vào đó, nó là mềm, điểm làm mềm là  "nhiệt độ tại đó sợi 0,55-0,77 mm đường kính 0,55 mm, kéo dài dưới trọng lượng của chính nó ở mức 1 mm / phút khi lơ lửng theo chiều dọc và được gia nhiệt theo tốc độ 5°C mỗi phút ". Điểm biến dạng đạt được khi thủy tinh có độ nhớt 10 14,5 poise. Điểm ủ, là nhiệt độ nơi các ứng suất bên trong giảm đến giới hạn thương mại chấp nhận được trong 15 phút, được đánh dấu bằng độ nhớt 10 13 poise.

## Tính chất

### Nhiệt
Vải sợi thủy tinh dệt là chất cách nhiệt hữu ích vì tỷ lệ diện tích bề mặt so với trọng lượng cao. Tuy nhiên, diện tích bề mặt tăng lên khiến chúng dễ bị tấn công hóa học hơn nhiều. Bằng cách giữ không khí bên trong chúng, các khối sợi thủy tinh tạo ra cách nhiệt tốt, với độ dẫn nhiệt ở mức 0,05 W / (m · K).

### Độ bền kéo
| Loại sợi     | Sức căng (MPa) | Cường độ nén (MPa) | Tỉ trọng (g / cm 3) | Mở rộng nhiệt (Tập trung / m · °C) | Làm mềm T (°C) | Giá bán ($ / kg) |
| ------------ | -------------- | ------------------ | ------------------- | ---------------------------------- | -------------- | ---------------- |
| Kính điện tử | 3445           | 1080               | 2,58                | 5                                  | 846            | ~ 2              |
| Kính S-2     | 4890           | 1600               | 2,46                | 2.9                                | 1056           | ~ 20             |

Độ bền của thủy tinh thường được kiểm tra và báo cáo với các loại sợi "nguyên chất" hoặc nguyên sơ, những loại vừa được sản xuất. Các sợi tươi nhất, mỏng nhất là mạnh nhất vì các sợi mỏng hơn dễ uốn hơn. Bề mặt càng bị trầy xước, độ bền càng giảm. Bởi vì thủy tinh có cấu trúc vô định hình, tính chất của nó là giống nhau dọc theo sợi và trên sợi. Độ ẩm là một yếu tố quan trọng trong độ bền kéo. Độ ẩm dễ dàng bị hấp phụ và có thể làm xấu đi các vết nứt nhỏ và khuyết tật bề mặt, và làm giảm độ bền.
Trái ngược với sợi carbon, sợi thủy tinh có thể trải qua quá trình kéo dài hơn trước khi vỡ. Các sợi mỏng hơn có thể uốn cong hơn nữa trước khi chúng bị đứt. Độ nhớt của thủy tinh nóng chảy là rất quan trọng cho sự thành công trong sản xuất. Trong quá trình vẽ, quá trình kéo kính nóng để giảm đường kính của sợi, độ nhớt phải tương đối thấp. Nếu quá cao, sợi sẽ bị đứt trong quá trình vẽ. Tuy nhiên, nếu nó quá thấp, kính sẽ tạo thành các giọt thay vì bị hút ra thành sợi.

## Quá trình sản xuất

### Nóng chảy
Có hai loại sản xuất sợi thủy tinh chính và hai loại sản phẩm sợi thủy tinh chính. Đầu tiên, sợi được làm từ quá trình nấu chảy trực tiếp hoặc quá trình nấu lại bằng đá cẩm thạch. Cả hai đều bắt đầu với các nguyên liệu thô ở dạng rắn. Các vật liệu được trộn với nhau và tan chảy trong lò. Sau đó, đối với quá trình đá cẩm thạch, vật liệu nóng chảy được cắt và cuộn thành những viên bi được làm lạnh và đóng gói. Các viên bi được đưa đến cơ sở sản xuất sợi nơi chúng được đưa vào một cái hộp và làm lại. Thủy tinh nóng chảy được ép đùn vào ống lót để được tạo thành sợi. Trong quá trình nóng chảy trực tiếp, thủy tinh nóng chảy trong lò đi trực tiếp vào ống lót để hình thành.

### Định hình
Tấm lót ống lót là bộ phận quan trọng nhất của máy móc để tạo sợi. Đây là một lò kim loại nhỏ chứa vòi phun cho sợi được hình thành thông qua. Nó hầu như luôn được làm bằng hợp kim bạch kim với rhodium cho độ bền. Bạch kim được sử dụng vì thủy tinh nóng chảy có ái lực tự nhiên để làm ướt nó. Khi ống lót được sử dụng lần đầu tiên, chúng là 100% bạch kim, và thủy tinh làm ướt ống lót dễ dàng đến mức nó chạy dưới tấm sau khi thoát khỏi vòi và tích tụ ở mặt dưới. Ngoài ra, do chi phí và xu hướng mặc, bạch kim được hợp kim với rhodium. Trong quá trình nấu chảy trực tiếp, ống lót đóng vai trò là người thu gom cho thủy tinh nóng chảy. Nó được làm nóng nhẹ để giữ cho kính ở nhiệt độ chính xác cho sự hình thành sợi. Trong quá trình nung chảy đá cẩm thạch, ống lót hoạt động giống như một cái lò vì nó làm tan chảy nhiều vật liệu hơn.
Ống lót là chi phí lớn trong sản xuất sợi thủy tinh. Thiết kế vòi phun cũng rất quan trọng. Số lượng vòi phun dao động từ 200 đến 4000 trong bội số của 200. Phần quan trọng của vòi phun trong sản xuất dây tóc liên tục là độ dày của các bức tường trong khu vực thoát hiểm. Nó đã được tìm thấy rằng chèn một bộ đếm ở đây làm giảm ướt. Ngày nay, các vòi được thiết kế để có độ dày tối thiểu ở lối ra. Khi thủy tinh chảy qua vòi, nó tạo thành một giọt lơ lửng ở cuối. Khi nó rơi xuống, nó để lại một sợi được gắn bởi sụn vào vòi miễn là độ nhớt nằm trong phạm vi chính xác để hình thành sợi. Vòng hình khuyên của vòi phun càng nhỏ và tường càng mỏng khi thoát ra, tốc độ hình thành và rơi ra càng nhanh, và xu hướng làm ướt phần dọc của vòi càng thấp. Sức căng bề mặt của kính là những gì ảnh hưởng đến sự hình thành của sụn. Đối với thủy tinh E phải là khoảng 400   mN / m.
Tốc độ suy giảm (kéo) rất quan trọng trong thiết kế vòi phun. Mặc dù làm chậm tốc độ này có thể tạo ra sợi thô hơn, nhưng việc chạy ở tốc độ mà vòi phun không được thiết kế là không kinh tế.

### Quá trình tạo sợi liên tục
Trong quy trình dây tóc liên tục, sau khi sợi được rút ra, kích thước chuẩn được áp dụng. Kích thước này giúp bảo vệ sợi khi nó được quấn vào suốt chỉ. Kích thước cụ thể được áp dụng liên quan đến sử dụng cuối. Trong khi một số kích cỡ là chất hỗ trợ xử lý, một số kích thước khác làm cho sợi có ái lực với một loại nhựa nhất định, nếu sợi được sử dụng trong hỗn hợp. Kích thước thường được thêm vào 0,5 0,52,0% theo trọng lượng. Quá trình quấn cuộn dây sau đó diễn ra ở khoảng 1 km / phút.

### Quá trình xơ sợi
Đối với sản xuất xơ chủ yếu, có một số cách để sản xuất sợi. Kính có thể được thổi hoặc thổi bằng nhiệt hoặc hơi nước sau khi thoát khỏi máy hình thành. Thông thường những sợi này được làm thành một số loại mat. Quá trình phổ biến nhất được sử dụng là quá trình quay. Ở đây, kính đi vào một vòng quay, và do lực ly tâm bị ném ra theo chiều ngang. Các máy bay phản lực đẩy nó xuống theo chiều dọc, và chất kết dính được áp dụng. Sau đó, thảm được hút chân không đến một màn hình và chất kết dính được giữ lại trong lò.

## An toàn
Sợi thủy tinh đã tăng phổ biến kể từ khi phát hiện ra rằng amiăng gây ung thư và dẫn đến việc loại bỏ nó khỏi hầu hết các sản phẩm. Tuy nhiên, sự an toàn của sợi thủy tinh cũng đang được đặt câu hỏi, vì nghiên cứu cho thấy thành phần của vật liệu này (amiăng và sợi thủy tinh đều là sợi silicat) có thể gây độc tính tương tự như amiăng.
Những nghiên cứu vào những năm 1970 trên chuột đã phát hiện ra rằng sợi thủy tinh có đường kính dưới 3 m và dài hơn 20 μm là một "chất gây ung thư mạnh". Tương tự như vậy, Cơ quan Nghiên cứu Ung thư Quốc tế phát hiện ra rằng "có thể được dự đoán là một chất gây ung thư" vào năm 1990. Mặt khác, Hội nghị các nhà vệ sinh công nghiệp chính phủ Hoa Kỳ nói rằng không có đủ bằng chứng và sợi thủy tinh nằm trong nhóm A4: "Không thể phân loại là chất gây ung thư ở người".

Hiệp hội các nhà sản xuất vật liệu cách nhiệt Bắc Mỹ (NAIMA) tuyên bố rằng sợi thủy tinh về cơ bản khác với amiăng, vì nó là do con người tạo ra thay vì tự nhiên. Họ cho rằng sợi thủy tinh "hòa tan trong phổi", trong khi amiăng vẫn tồn tại trong cơ thể suốt đời. Mặc dù cả sợi thủy tinh và amiăng đều được làm từ sợi silica, NAIMA tuyên bố rằng amiăng nguy hiểm hơn vì cấu trúc tinh thể của nó, khiến nó bị phân cắt thành các mảnh nhỏ hơn, nguy hiểm hơn, trích dẫn từ Bộ Y tế và Dịch vụ Nhân sinh Hoa Kỳ: 
Sợi thủy tinh tổng hợp [sợi thủy tinh] khác với amiăng theo hai cách có thể cung cấp ít nhất một phần giải thích cho độc tính thấp hơn của chúng. Bởi vì hầu hết các sợi thủy tinh tổng hợp không kết tinh như amiăng, chúng không phân chia theo chiều dọc để tạo thành các sợi mỏng hơn. Chúng cũng thường có độ bền sinh học trong các mô sinh học ít hơn rõ rệt so với sợi amiăng vì chúng có thể trải qua quá trình hòa tan và phá vỡ ngang..

 Một nghiên cứu năm 1998 thử nghiệm trên chuột cho thấy độ bền sinh học của sợi tổng hợp sau một năm là 0,04-10%, nhưng là 27% đối với amiăng amosite. Các sợi tồn tại lâu hơn cho thấy là gây ung thư nhiều hơn.

## Nhựa gia cường thủy tinh (sợi thủy tinh)
Nhựa gia cường thủy tinh (GRP) là vật liệu tổng hợp hoặc nhựa gia cố sợi làm bằng nhựa được gia cố bằng sợi thủy tinh mịn. Giống như nhựa gia cố than chì, vật liệu composite thường được gọi là sợi thủy tinh. Thủy tinh có thể ở dạng thảm sợi băm nhỏ (CSM) hoặc vải dệt thoi.
Cũng như nhiều vật liệu composite khác (như bê tông cốt thép), hai vật liệu này hoạt động cùng nhau, mỗi vật liệu đều khắc phục được những thiếu sót của vật liệu kia. Trong khi nhựa dẻo rất mạnh trong tải nén và tương đối yếu về độ bền kéo, các sợi thủy tinh rất mạnh về lực căng nhưng có xu hướng không chống lại lực nén. Bằng cách kết hợp hai vật liệu, GRP trở thành vật liệu chống lại cả lực nén và lực kéo tốt. Hai vật liệu có thể được sử dụng đồng đều hoặc kính có thể được đặt cụ thể trong các phần của cấu trúc sẽ chịu tải trọng kéo.

## Công dụng
Sử dụng cho sợi thủy tinh thông thường bao gồm thảm và vải để cách nhiệt, cách điện, cách âm, vải có độ bền cao hoặc vải chống nóng và ăn mòn. Nó cũng được sử dụng để củng cố các vật liệu khác nhau, như cột lều, cột nhảy sào, mũi tên, cung và nỏ, tấm lợp mờ, thân ô tô, gậy khúc côn cầu, ván lướt sóng, vỏ thuyền và tổ ong giấy. Nó đã được sử dụng cho mục đích y tế trong bó bột. Sợi thủy tinh được sử dụng rộng rãi để chế tạo xe tăng và tàu FRP.
Lưới sợi thủy tinh dệt mở được sử dụng để gia cố mặt đường nhựa. Thảm pha trộn sợi thủy tinh / polymer không dệt được sử dụng bão hòa với nhũ tương nhựa đường và phủ nhựa đường, tạo ra một màng chống thấm, chống nứt. Sử dụng kính cốt sợi polyme cốt thép thay cho thép cốt thép chương trình hứa hẹn ở những nơi tránh ăn mòn thép được mong muốn.

## Vai trò của tái chế trong sản xuất sợi thủy tinh
Các nhà sản xuất vật liệu cách nhiệt sợi thủy tinh có thể sử dụng thủy tinh tái chế. Sợi thủy tinh tái chế chứa tối đa 40% thủy tinh tái chế.